# Треместијери Етнео
Треместијери Етнео (итал. Tremestieri Etneo) је насеље у Италији у округу Катанија, региону Сицилија.
Према процени из 2011. у насељу је живело 13657 становника. Насеље се налази на надморској висини од 355 м.

## Становништво
Према резултатима пописа становништва 2011. у општини је живело 21.032 становника.
| 1931. | 1936. | 1951. | 1961. | 1971. | 1981.  | 1991.  | 2001.  | 2011.  |
| ----- | ----- | ----- | ----- | ----- | ------ | ------ | ------ | ------ |
| 1.722 | 1.801 | 2.021 | 2.550 | 6.872 | 13.538 | 16.695 | 20.442 | 21.032 |